# Leonardo (serie televisiva)
Leonardo è una serie televisiva ideata da Frank Spotnitz e Steve Thompson, che son anche gli showrunner e produttori esecutivi.
La serie è una co-produzione internazionale e ha come protagonista Aidan Turner nel ruolo di Leonardo da Vinci. Fanno parte degli interpreti principali anche Freddie Highmore e Matilda De Angelis. 
Annunciata nel 2018, la serie è incentrata sulla vita di Leonardo Da Vinci per rievocare la creazione delle sue opere, mettendo in evidenza il suo carattere irrequieto e ambizioso, e, pur traendo ispirazione da fonti e fatti storici, narra una storia originale e romanzata. .
Leonardo ha debuttato il 23 marzo 2021 su Rai 1 e in contemporanea su Rai 4K. Ha ispirato l'omonimo libro edito da Rai Libri.

## Trama
La serie inizia con l'arresto di Leonardo da Vinci a Milano. L'artista è infatti accusato dell'omicidio di una donna, Caterina da Cremona. Il compito di scoprire la verità spetta all'ufficiale del podestà, Stefano Giraldi. Con vari flashback viene rievocata la vita del pittore, attraverso il suo racconto. Sedici anni prima, il giovane artista è un apprendista nella bottega di Andrea del Verrocchio a Firenze. Lì conosce Caterina da Cremona, che subito diventa la sua più grande amica. Dopo qualche tempo, Leonardo si trasferisce a Milano, alla corte di Ludovico il Moro, signore della città in quanto reggente del giovane nipote Gian Galeazzo. Per volontà di Beatrice d'Este, moglie di Ludovico, l'artista realizza uno splendido spettacolo teatrale sul mito di Orfeo e poi, su commissione dello stesso Ludovico, un'enorme statua equestre in memoria del suo defunto padre, il duca Francesco Sforza.
Presso la corte del Moro, Leonardo ha intanto rincontrato Caterina, la quale su istigazione della duchessa Beatrice diventa l'amante del duca. Dopo un mese, però, stanca della vita da cortigiana, la donna decide di lasciare Milano. Leonardo invece rimane e conosce Gian Giacomo Caprotti, detto Salaì, che diventa il suo amante. In seguito Ludovico il Moro gli commissiona l'affresco dell'Ultima Cena. Dopo che il Moro perde la signoria di Milano, sotto la protezione di Cesare Borgia Leonardo e Salaì si trasferiscono ad Imola, dove l'artista progetta la deviazione dei fiumi e disegna la mappa della città. Leonardo sente sempre di più la nostalgia dell'amica Caterina e quindi decide di tornare a Firenze con l'amato Salaì.
Ritrovata l'amica, Caterina accetta di vivere con lui, pur nascondendogli un grande segreto: dai rapporti con il Moro ha avuto un figlio di nome Francesco, che in quel momento ha dieci anni. Per proteggerlo, Caterina lo aveva affidato alla famiglia della nobile Ginevra de' Benci.
A Firenze, Leonardo inizia a lavorare alla celebre Gioconda e conosce Michelangelo Buonarroti, il quale aveva appena scolpito il David. Tra i due artisti subito scoppia un'accesa rivalità. Leonardo e Salaì scoprono del figlio di Caterina e convincono quest'ultima a crescerlo nella loro casa. Il piccolo Francesco si affeziona subito a Leonardo e, per paura che il Moro scopra la sua esistenza, tutti quanti si trasferiscono nuovamente a Milano, la quale è all'epoca governata dai francesi. Lì Caterina posa per quello che Leonardo ritiene essere il suo capolavoro: il dipinto chiamato Leda col cigno, oggi perduto. Alcuni giorni dopo, però, Caterina viene avvelenata e tutti i suoi ritratti - compresi i bozzetti preparatori di Leda col cigno e il dipinto stesso - spariscono.
Così finisce il racconto di Leonardo prigioniero, il quale pur sostenendo la propria innocenza accetta di scrivere la confessione. Condannato a morte, saluta Salaì per l'ultima volta e viene condotto al patibolo per essere impiccato. Poco prima che inizi l'esecuzione, Leonardo viene liberato da Salaì e Stefano Giraldi, i quali, convinti della sua innocenza, subito dopo il saluto di Leonardo avevano preparato frettolosamente un documento falso in cui Galeazzo Sanseverino, il fedelissimo del Moro, era accusato dell'omicidio di Caterina. Leonardo e Salaì salgono in carrozza con Stefano Giraldi, al quale l'artista svela la verità: per salvare il piccolo Francesco e permettergli di fuggire, Leonardo aveva organizzato il finto omicidio di Caterina e bruciato tutti i suoi ritratti. Quest'ultima, creduta morta, era stata invece salvata con un antidoto. Leonardo la raggiunge per un ultimo saluto, poi lei e suo figlio partono segretamente verso un luogo sicuro. Di Caterina rimane un solo ritratto: un bozzetto preparatorio di Leda col cigno che suo figlio aveva sottratto allo studio dell'artista.

## Episodi
| Stagione       | Episodi | Prima TV Italia |
| -------------- | ------- | --------------- |
| Prima stagione | 8       | 2021            |

## Personaggi e interpreti

### Principali
- Leonardo da Vinci, interpretato da Aidan Turner, doppiato da Stefano Crescentini.
Geniale artista, figlio illegittimo di Piero da Vinci.
- Stefano Giraldi, interpretato da Freddie Highmore, doppiato da Manuel Meli.
Ufficiale del Ducato di Milano che indaga sul caso di omicidio in cui è coinvolto Leonardo.
- Caterina da Cremona, interpretata da Matilda De Angelis, doppiata da Myriam Catania.
Migliore amica e musa di Leonardo. Leonardo la incontra a Firenze e si mostra interessato a lei e alla sua storia drammatica, come testimoniato dalle cicatrici sul suo corpo. Proprio grazie a Caterina, Leonardo riesce a ottenere il suo primo lavoro di apprendista nella bottega del pittore Andrea del Verrocchio. Quando Leonardo viene cacciato dalla bottega, Caterina si prodiga per farlo riassumere e grazie a lei il maestro fiorentino lo riprende. Nella prima puntata, ambientata a Milano nel 1506, Leonardo viene arrestato con l’accusa di avere avvelenato proprio Caterina da Cremona.[1] Caterina da Cremona è un personaggio inventato frutto della fantasia degli autori della serie, mai storicamente esistito, ed è stato ideato prendendo ispirazione dal dipinto perduto Leda col cigno.[2]

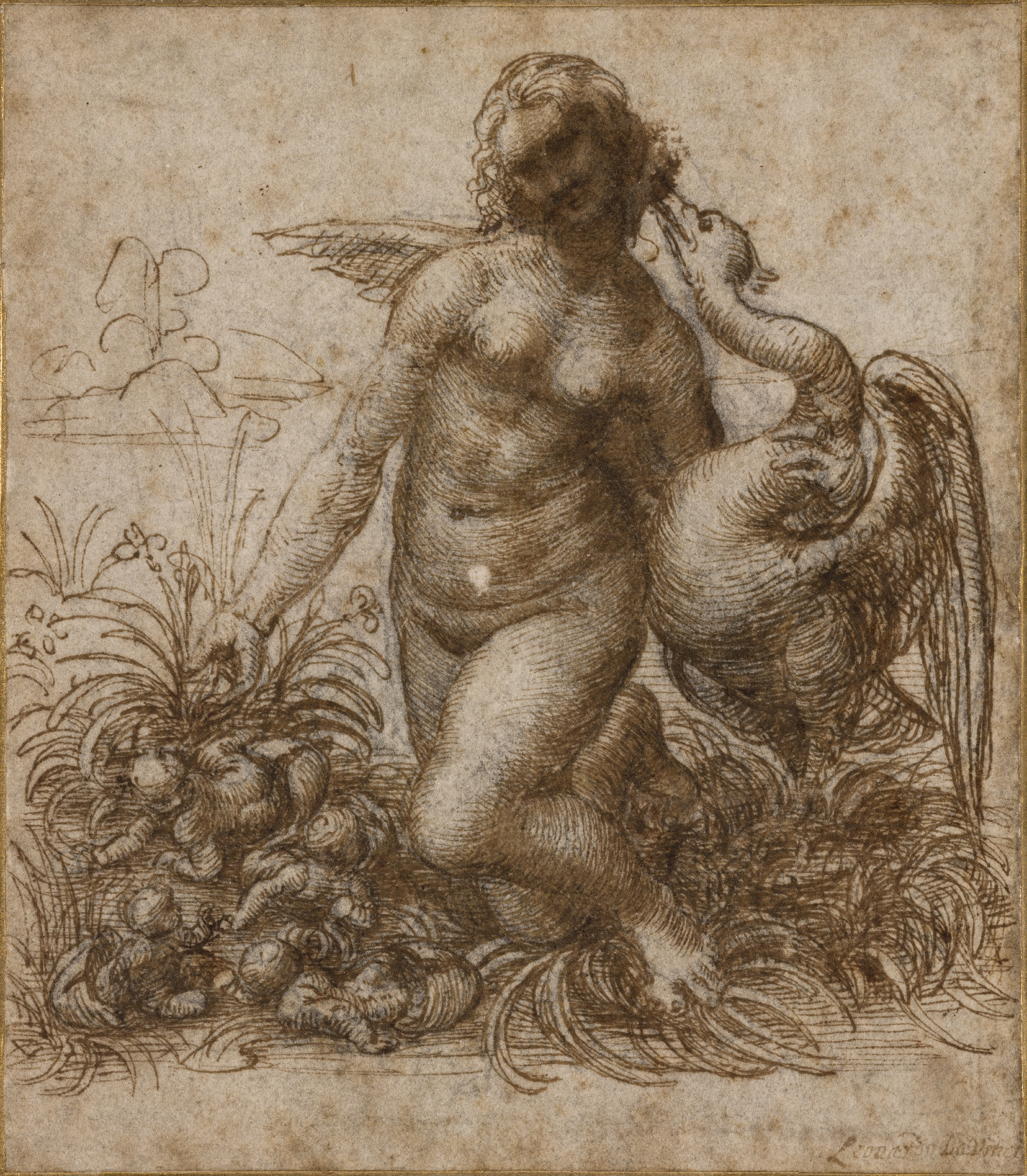
Leonardo, studio di Leda col cigno.

- Tommaso Masini, interpretato e doppiato da Alessandro Sperduti.
Un allievo di Andrea del Verrocchio che invidia Leonardo per la sua maestria.
- Ludovico Sforza detto il Moro, interpretato da James D'Arcy, doppiato da Massimo Bitossi.
Reggente del Ducato di Milano e mecenate di Leonardo. Commissiona a quest'ultimo una scultura equestre in onore del proprio padre Francesco Sforza e la realizzazione dell'affresco dell'Ultima cena. Intraprende una relazione adulterina con Caterina da Cremona dopo l'abbandono di quest'ultima da parte di Bembo, e ne ha un figlio illegittimo, Francesco.
- Luca Pacioli, interpretato e doppiato da Giovanni Scifoni.
Frate che a Milano sprona Leonardo a realizzare l'Ultima Cena e che ospiterà in gran segreto il figlio di Caterina.
- Piero da Vinci, interpretato da Robin Renucci, doppiato da Paolo Marchese.
Padre di Leonardo.
- Marco, interpretato e doppiato da Gabriel Lo Giudice.
Amico e apprendista di Leonardo ucciso dai francesi a Milano.
- Giulio, interpretato e doppiato da Josafat Vagni.
Amico e apprendista di Leonardo.
- Alfonso, interpretato da Andrew Knott.
Assistente del Verrocchio.
- Rinaldo Rossi, interpretato da Massimo De Santis.
Superiore di Giraldi.
- Andrea del Verrocchio, interpretato da Giancarlo Giannini.
Maestro di Leonardo.
- Salaì, interpretato da Carlos Cuevas, doppiato da Federico Campaiola
Amante di Leonardo e primo apprendista della sua bottega.
- Cesare Borgia, interpretato da Max Bennett, doppiato da Maurizio Merluzzo.
Per conto di Luigi XII guida l'esercito francese alla conquista del ducato di Milano e con l'appoggio del Papa incomincia la riconquista dei territori della Romagna.
- Ramiro, interpretato da Claudio Castrogiovanni.
Comandante sottoposto di Cesare Borgia, viene fatto pubblicamente decapitare da quest'ultimo come dimostrazione di forza.
- Galeazzo Sanseverino, interpretato e doppiato da Antonio De Matteo.
Comandante militare e braccio destro del Moro. Esegue l'omicidio di Thierry, attore francese e amico di Leonardo, durante la rappresentazione dell'Orfeo. È sospettato anche dell'avvelenamento del giovane Gian Galeazzo. A Firenze si mette alla ricerca di Francesco, figlio di Caterina e del Moro, su richiesta di quest'ultimo, ma fugge durante l'esecuzione di Leonardo in seguito a delle false accuse ricevute da Stefano Giraldi.

### Ricorrenti
- Bernardo Bembo, interpretato da Flavio Parenti, doppiato da Giorgio Borghetti.
Ambasciatore veneziano presso il Duca di Milano. Intraprende una relazione amorosa con Caterina da Cremona già ai tempi di Firenze e la porta con sé a Milano, ma in seguito all'arrivo in città di Leonardo la abbandona per fare ritorno a Venezia, poiché capisce che Caterina non lo guarderà mai come guarda Leonardo. In seguito è testimone della presunta morte della donna.
- Amerigo Benci, interpretato da Sergio Albelli.
Uomo d'affari vicino ai Medici e mecenate di Leonardo.
- Ginevra de' Benci, interpretata da Poppy Gilbert, doppiata da Valentina Favazza.
Figlia di Amerigo e musa di Leonardo nel suo ritratto. Ospita per qualche tempo nella propria dimora Francesco, il figlio di Caterina da Cremona, dopo il ritorno di costei a Firenze.
- Beatrice d'Este, interpretata e doppiata da Miriam Dalmazio.
Duchessa e moglie di Ludovico Sforza. Commissiona a Leonardo l'organizzazione di un grande spettacolo sul mito di Orfeo. Dopo la partenza di Bembo da Milano, chiede e ottiene dal marito che Caterina da Cremona rimanga a corte come sua dama di compagnia, in seguito la spinge a prostituirsi a Ludovico. Morirà di parto.
- Gian Galeazzo Sforza, interpretato da Edan Hayhurst.
Giovane duca di Milano, è un ragazzo dall'animo sensibile, appassionato di uccelli; stringerà amicizia con Leonardo e morirà fra le braccia di quest'ultimo in circostanze poco chiare.
- Pier Soderini, interpretato da Corrado Invernizzi.
Gonfaloniere della nuova Repubblica di Firenze e committente di Leonardo e Michelangelo per gli affreschi della Sala del Gran Consiglio.
- Niccolò Machiavelli, interpretato da Davide Iacopini.
Amico confidente di Leonardo a Imola.
- Lisa del Giocondo, interpretata da Maria Vera Ratti.
Musa di Leonardo per la Gioconda.
- Michelangelo Buonarroti, interpretato da Pierpaolo Spollon.
Altro grande artista fiorentino in forte contrasto e rivalità con Leonardo.

## Produzione

### Sviluppo
Nell'ottobre 2018 venne riportato che Frank Spotnitz avrebbe sviluppato una serie televisiva incentrata sulla figura di Leonardo Da Vinci per The Alliance, un gruppo di co-produzione formato dalle emittenti europee Rai, France Télévisions e ZDF. Il budget della serie è di 30 milioni di euro. Il 30 marzo 2021 venne annunciato il rinnovo per una seconda stagione.
Spotnitz e il co-creatore Steve Thompson svilupparono la serie partendo da eventi storici e aggiungendo elementi di finzione per costruire la trama. Ogni episodio della serie è incentrato su una delle opere di Leonardo. Uno degli obiettivi di Spotnitz e Thompson fu quello di costruire il personaggio di Leonardo come sofferente e tormentato.

### Casting
Nell'ottobre 2019 Aidan Turner venne scelto per interpretare il protagonista. Nel novembre seguente si unì al cast Freddie Highmore, che figura anche come produttore esecutivo tramite la Alfresco Pictures. Nel dicembre 2019 la Sony Pictures si unì al progetto in qualità di co-produttore e distributore internazionale, e venne annunciato che avrebbero fatto parte del cast anche Matilda De Angelis, Robin Renucci e Giancarlo Giannini.

### Riprese
Le riprese della prima stagione iniziarono nel dicembre 2019 a Formello, dove venne costruito uno dei backlot più grandi d'Europa. Per l'illuminazione il direttore della fotografia Steve Lawes usò il più possibile luce naturale, a lume di candela e fuoco dei camini, per tentare di riprodurre l'illuminazione usata da Leonardo nei suoi quadri. Nella primavera 2020 le riprese vennero interrotte a causa della pandemia di COVID-19. La produzione riprese nel giugno 2020 seguendo rigidi protocolli anti-COVID e terminò nell'agosto seguente. La regia della serie è curata da Daniel Percival, che ha diretto sei episodi, e da Alexis Sweet, che ne ha diretti due. Gran parte delle scene sono state girate a Tivoli. Le scene che ritraggono il cosiddetto "Palazzo Sforza" sono state girate all’interno di Villa d’Este.

### Post-produzione
Michelle Tesoro supervisiona il montaggio, affiancata alternativamente da Xavier Russell e Lorenzo Fanfani.

## Colonna sonora
Le musiche della serie sono composte da John Paesano.

## Promozione
Nell'aprile 2020 venne distribuito un teaser trailer della serie. Nel novembre 2020 venne distribuito il trailer ufficiale. Il 25 marzo 2021 Rai Libri pubblicò il romanzo Leonardo, narrato in prima persona dal personaggio di Stefano Giraldi e ispirato alla serie.

## Distribuzione
La serie ha debuttato il 23 marzo 2021 su Rai 1 e su Rai 4K. La serie è venduta all'estero da Sony Pictures Television. Nel Regno Unito e in Irlanda, la prima stagione è stata distribuita su Amazon Prime Video il 16 aprile 2021. In India, la prima stagione è stata pubblicata su SonyLIV il 9 aprile 2021.

### Edizione italiana
L'edizione italiana della serie venne curata da Lux Vide con la collaborazione della Rai; mentre il doppiaggio italiano e la sonorizzazione, invece, sono stati eseguiti dalla PumaisDue sotto la direzione di Francesco Pezzulli e con l'adattamento dei dialoghi da parte di Valerio Piccolo.

## Accoglienza
La serie ha ricevuto diverse critiche. Il sindaco di Vinci ha criticato la fiction per non aver dato risalto al profondo legame del protagonista con la sua città natia. Uno dei maggiori studiosi di Leonardo, Alessandro Vezzosi, ha definito la serie "un'occasione persa", sostenendo che la meravigliosa vita di Leonardo fosse adattabile in sceneggiato senza alcuna necessità di stravolgerla con falsi storici ed elementi accattivanti per il pubblico come eros, mistero e occultismo, con il rischio che lo spettatore possa "credere davvero che la vita di Leonardo sia stata quella raccontata nella fiction". Lo storico dell'arte Vittorio Sgarbi ha definito la serie "un film indegno per carenze storiche ed errori grossolani", sottolineando lo stravolgimento della personalità del protagonista, che nello sceneggiato "viene dipinto come un uomo insicuro, uno sfigato pieno di dubbi e turbamenti", in netto contrasto con la realtà storica. Il critico d'arte Luca Nannipieri, al contrario, difende la scelta degli autori di discostarsi dalla realtà storica al fine di rendere il prodotto appetibile al pubblico, ricordando che non si tratta di un documentario bensì di finzione, pur essendo basata su un personaggio storico.
In compenso, in Italia le vendite dei libri dedicati a Leonardo da Vinci sono incrementate del 156% in concomitanza della trasmissione della serie. Il ministro Franceschini ha affermato che gli ascolti "hanno premiato un'altra volta la scelta di unire storia, bellezza e Italia" sostenendo che il successo della serie dovrebbe spronare "la Rai ad investire sempre di più in cultura, cinema, audiovisivo".

## Inesattezze storiche
Sebbene i produttori abbiano apertamente dichiarato di essersi di proposito allontanati dalla realtà storica per inserire elementi di fantasia - quali la vicenda relativa all'accusa di omicidio a Leonardo e il personaggio stesso di Caterina da Cremona - la serie televisiva tratta comunque eventi e personaggi storici reali, pertanto è possibile notare molte differenze con la storia. Fra le tante:
- Personalità e aspetto fisico di Leonardo da Vinci completamente stravolti.
- La prima parte della serie risulta ambientata nel 1490 (sedici anni prima del 1506) e viene mostrato Leonardo ancora allievo del Verrocchio. In realtà, Leonardo frequentò la bottega di quest'ultimo tra il 1468 e il 1470, mentre nel 1490 il Verrocchio era già morto da due anni e Leonardo possedeva una bottega propria.[33]
- In una scena Verrocchio dichiara che il peso della sfera dorata da issare sulla cupola del Brunelleschi è di 18 tonnellate, ma la tonnellata è un sistema di misura anacronistico per l'epoca.[33][36]
- Il procedimento della miscelatura dei colori era fra le prime cose che venissero insegnate agli apprendisti non appena entravano a bottega, ovvero in età ancora puerile, mentre nella serie è mostrato un Leonardo ormai adulto che il maestro approccia per la prima volta a questo procedimento, nonostante Leonardo stesso avesse già dipinto a colori di nascosto poche scene prima.[33]
- Leonardo, che viene inizialmente mostrato essere allievo poco apprezzato dal Verrocchio, aveva in realtà già collaborato con quest'ultimo ben prima del Battesimo di Cristo.[36]
- Non fu Ludovico il Moro che si recò a Firenze per chiedere i servigi di Leonardo, fu invece Leonardo stesso che nel 1482 si trasferì a Milano inviato da Lorenzo il Magnifico in qualità di suonatore di lira.[36]
- Amerigo de' Benci, padre di Ginevra, era già morto all'epoca in cui Leonardo iniziò il ritratto, quindi non poté essere lui a mutilare il dipinto della parte inferiore. Esso venne decurtato nei secoli successivi, probabilmente in quanto le mani risultavano irrimediabilmente logorate.[38] La stessa Ginevra, inoltre, era sposata da almeno un anno con Luigi Niccolini (1474) quando il ritratto venne commissionato.[39][36][37]
- Sebbene il ricordo del nibbio sia veritiero, in quanto raccontato dallo stesso Leonardo,[40] non risulta che quest'ultimo sia mai stato considerato maledetto, né da neonato né da adulto.[35][37]
- Non risulta che ser Piero da Vinci abbia mai nutrito odio verso il figlio Leonardo, al contrario lo accolse nella propria famiglia e fece in modo di garantirgli un futuro mettendolo a bottega.[36][37]
- La serie lascia intendere che Ludovico Sforza fosse solito maltrattare la moglie Beatrice d'Este. In realtà, dalle fonti dell'epoca risulta che fosse il duca Gian Galeazzo a picchiare la propria consorte Isabella d'Aragona, mentre nessun atto del genere è attribuibile a Ludovico.[33]
- Gian Galeazzo morì all'età di venticinque anni nel 1494 e non da bambino come mostrato nella serie.[32]
- Il parto di Beatrice d'Este avvenne in modo sostanzialmente diverso da come mostrato nella serie: a quel tempo la gestione della gravidanza e del parto era di esclusiva competenza delle levatrici, mentre i medici non intervenivano quasi mai ed agli stessi uomini era espressamente negato l'accesso alla stanza del parto. La stessa Beatrice ebbe una propria levatrice personale, comare Frasina da Ferrara, che l'assistette durante tutti e tre i suoi parti.[32]
- La conquista del ducato di Milano fu affidata da re Luigi XII al famoso condottiero Gian Giacomo Trivulzio, e non a Cesare Borgia come mostrato nella serie.[33]
- La barba non era assolutamente di moda in quegli anni in Italia, né lo sarebbe divenuta prima del primo decennio del 1500. Essa era anzi simbolo di lutto, pertanto quasi nessuno dei personaggi storici mostrati nella serie, almeno per quanto riguarda gli anni precedenti a questa data, la portò mai nella realtà.[34]
- Sullo stemma situato alle porte del Castello Sforzesco si notano l'aquila imperiale e la vipera viscontea come ai tempi di Ludovico il Moro, cosa anacronistica in data 1506, poiché all'epoca Milano era sotto i francesi e avrebbe dovuto esservi lo stemma di Luigi XII, comprendente la vipera viscontea e i gigli di Francia.[33][34]
- Tra gli allievi e collaboratori del Verrocchio vi furono Lorenzo di Credi (che ereditò la bottega), Sandro Botticelli, Perugino, Domenico Ghirlandaio e Filippino Lippi, tuttavia nessuno di costoro viene nominato, venendo sostituiti nella serie da allievi di fantasia.[33][34][36]

## Opere di Leonardo presenti nella serie
- Battesimo di Cristo (insieme ad Andrea del Verrocchio), 1478
- Ritratto di Ginevra de' Benci, 1478
- Adorazione dei Magi, 1481-1482.
- Monumento equestre a Francesco Sforza, 1493
- Ultima Cena, 1494-1498.
- Gioconda, 1503
- Battaglia di Anghiari, 1504
- Leda col cigno, 1506
- Profilo di capitano antico, disegno d'elmo presente in più scene.